# Dmytro Kuleba
Dmytro Kuleba (født 25. januar 1978 i Sumy, Ukrainske SSR, Sovjetunionen) er en ukrainsk politiker som var Ukraines udenrigsminister fra 2020-2024. Han er samtidigt også medlem af Rådet for Ukraines nationale sikkerheds- og forsvarspolitik.